# John Lawrence Burkholder
John Lawrence Burkholder (* 31. Oktober 1917 in Newville; † 24. Juni 2010 in Goshen) war ein mennonitischer Theologe.

## Leben
Er begann ein Graduiertenprogramm in Theologie und Ethik am Princeton Theological Seminary, wo er schließlich einen ThM (1951 An examination of the Mennonite doctrine of nonconformity to the world) und einen ThD (1958) erwarb. Zwischen 1949 und 1961 lehrte er am Goshen College. 1961 trat er der Fakultät der Harvard Divinity School als Victor S. Thomas Professor of Divinity und erster Vorsitzender des Department of the Church bei. 1971 folgte er dem Ruf des Goshen College, als Präsident zu fungieren, eine Position, die er bis 1984 innehatte.

## Schriften (Auswahl)
- Following Christ in our work. Scottdale 1959, OCLC 6386330.
- The problem of social responsibility from the perspective of the Mennonite Church. Elkhart 1989, ISBN 0-936273-14-3.
- The limits of perfection. A conversation with J. Lawrence Burkholder. Kitchener 1993, ISBN 0-9698762-2-X.
- Recollections of a sectarian realist. A Mennonite life in the twentieth century. Elkhart 2016, ISBN 0-936273-56-9.